# Callistethus spiniferus
Callistethus spiniferus är en skalbaggsart som beskrevs av Ohaus 1915. Callistethus spiniferus ingår i släktet Callistethus och familjen Rutelidae. Inga underarter finns listade.